# Port-en-Bessin-Huppain

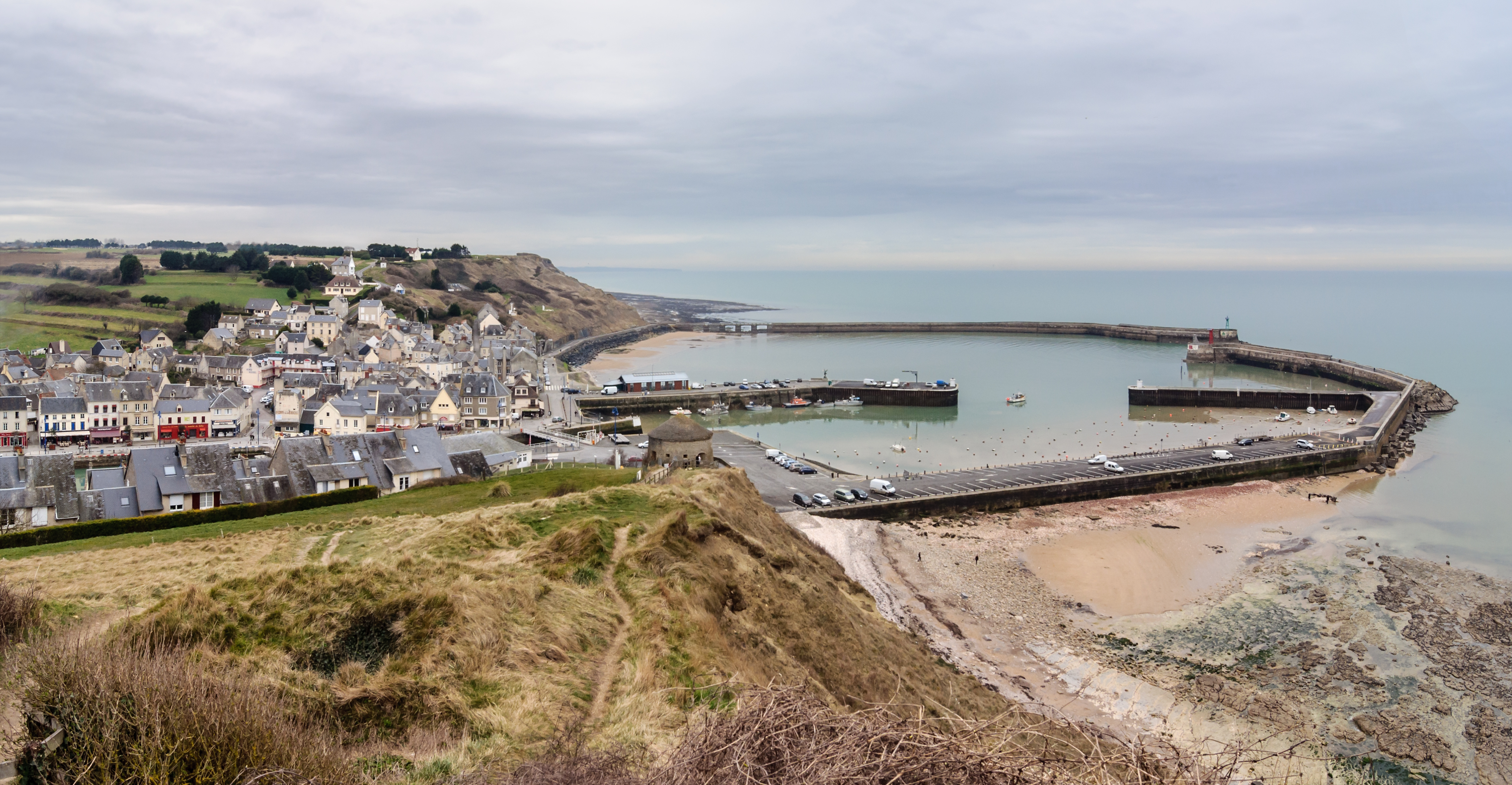
Port-en-Bessin-Huppain

Port-en-Bessin-Huppain es un municipio del departamento de Calvados, en la región de Baja Normandía, Francia. Pertenece al cantón de Ryes.
En 1972, Port-en-Bessin se incorporó Huppain, de ahí la actual denominación de la comuna. Durante la II Guerra Mundial, fue liberado el 6 de junio de 1944 durante la Operación Overlord.

## Historia

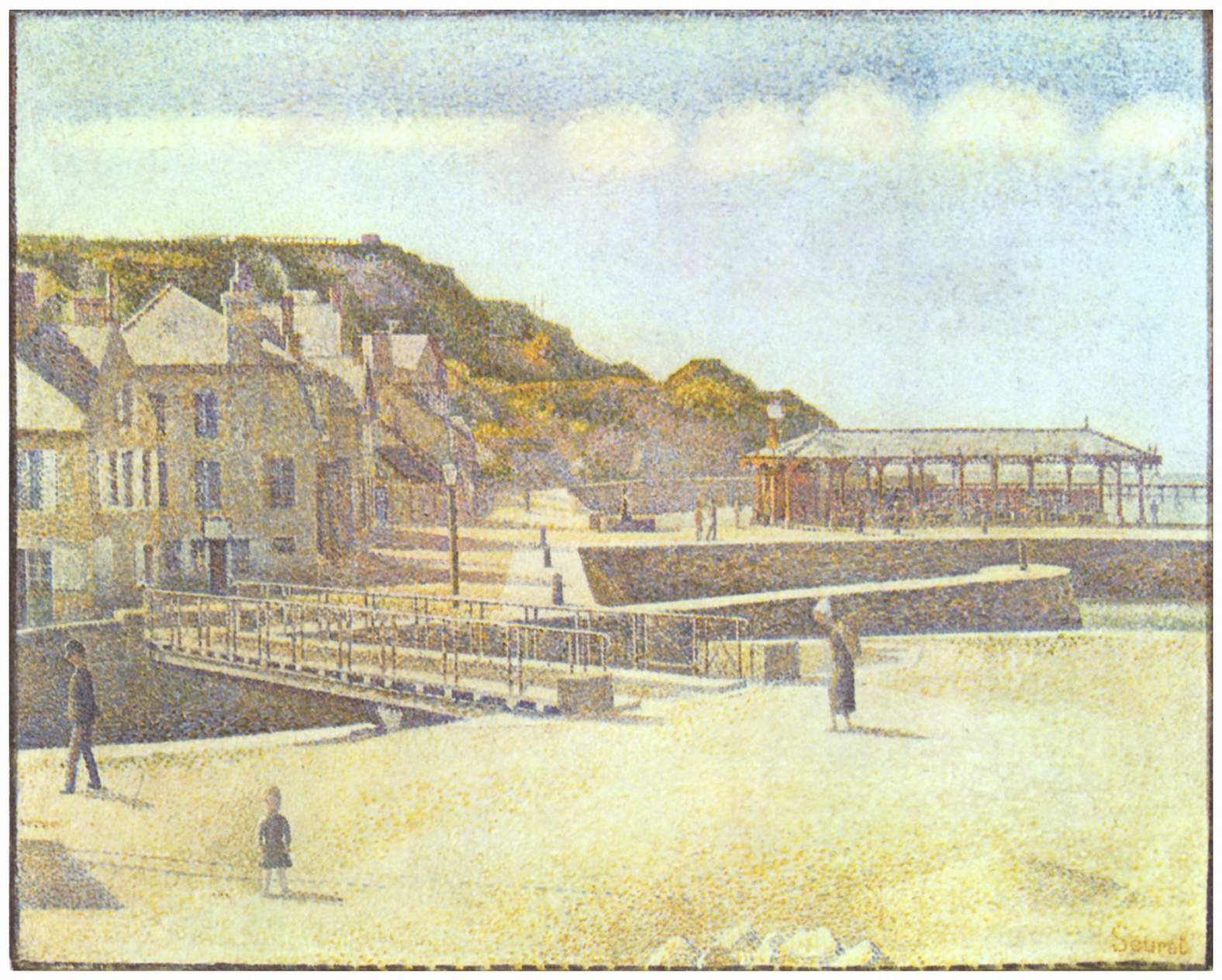
Paisaje de la localidad por Georges Seurat.

El puerto, ocupado desde la época galorromana, acogió las obras navales de Guillermo el Conquistador que preparaba su flota para invadir Inglaterra.
Liberada el 6 de junio de 1944 en el momento de la operación Overlord Port-en-Bessin se hace desde el 16 de junio cabeza de red de un sistema de oleoductos de cerca de 120 km destinado a abastecer a los aliados en carburantes. A finales de agosto de 1944 este sistema es completado por la operación PLUTO (Pipe Line Under The Ocean), que cubrirá mediante oleoductos la distancia entre isla de Wight y Querqueville cerca de Cherburgo.

## Demografía[3]
| 580 | 540 | 628 | 550 | 676 | 674 | 782 | 842 | 812 | 870 | 928 | 1 001 | 1 020 | 1 129 | 1 164 | 1 272 | 1 354 | 1 447 | 1 443 | 1 456 | 1 335 | 1 316 | 1 408 | 1 494 | 1 314 | 1 560 | 1 960 | 2 132 | 2 388 | 2 332 | 2 308 | 2 139 | 1 958 |
| Para los censos de 1962 a 1999 la población legal corresponde a la población sin duplicidades (Fuente: INSEE [Consultar]) |     |     |     |     |     |     |     |     |     |     |       |       |       |       |       |       |       |       |       |       |       |       |       |       |       |       |       |       |       |       |       |       |